# Irina Dołgowa
Irina Jurjewna Dołgowa (ros. Ирина Юрьевна Долгова; ur. 26 września 1995 r. w Bracku) – rosyjska judoczka, mistrzyni Europy, srebrna i brązowa medalistka igrzysk europejskich. Dwukrotna olimpijka. Zajęła dziewiąte miejsce w Rio De Janeiro 2016 i Tokio 2020. Walczyła w wadze ekstralekkiej.

## Igrzyska olimpijskie
| Runda    | Przeciwniczka | Wynik     | Osiągnięcie |
| -------- | ------------- | --------- | ----------- |
| 1. runda | Kim Sol-mi    | W 010–000 | 2. runda    |
| 2. runda | Paula Pareto  | P 000–102 | 2. runda    |